# مهمانی شلیک با پا
'''مهمانی شلیک با پا''' (به انگلیسی: The Foot Shooting Party) عنوان فیلم کوتاهی است دِرام، به کارگردانی اَنِت هیوود کارتر و با نقش آفرینی لئوناردو دی‌کاپریو که در سال ۱۹۹۴ منتشر شد.

## داستان فیلم
خواننده یک گروه موسیقی به شرکت برای اعزام به جنگ ویتنام فراخوانده می‌شود. او برای این که به جنگ نرود و گروه موسیقی از هم نپاشد تصمیم می‌گیرد به پایش شلیک کند.